# Diacamma geometricum
Diacamma geometricum (лат.) — вид муравьёв рода Diacamma из подсемейства Ponerinae (Formicidae). Юго-Восточная Азия: Западная Малайзия, Сингапур, Суматра.

## Описание
Понериновые муравьи средних и крупных размеров чёрного цвета, длина тела более 1 см (до 13,8 мм). Тело чёрное, без металлического блеска. Наличник, мандибулы, вершина брюшка и ноги тёмно-коричневые. Тело сильно бороздчатое от щёк до первого тергита брюшка. Задняя часть головы продольно полосатая до усечённого заднего края. Глаза крупные, выступающие. Наличник очень густо пунктирован. Мандибулы с тонкой полосой, у некоторых экземпляров стёртой. Пронотум поперечноэллиптически полосатый. Проподеум без отчётливых гребней, отделяющих задние грани от боковых. Петиоль длинный, утолщение переднеокруглое, зубцы очень длинные и далеко отстоят друг от друга; субпетиолярный отросток неглубоко вогнут, передний и задний угол слабо выступают. Тергит 1 с концентрическими бороздками. В стебельке между грудью и брюшком один членик (петиоль), но первый сегмент брюшка резко отделён перетяжкой от остальных. Вид был впервые описан в 1857 году под названием Ponera geometrica Smith, 1857. Включён в видовую группу Diacamma rugosum.